# Иртиш
Иртиш је река у азијском делу Русије (2.010 km), Казахстану (1.835 km) и Кини (525 km). Иртиш је највећа притока реке Об. Дугачка је 4.248 km. Површина слива износи 1.595.000 км², а средњи проток на ушћу - Иртиш (рус. Иртыш) је река у азијском делу Русије (2.010 km), Казахстану (1.835 km) и Кини (525 km). Иртиш је највећа притока реке Об. Дугачка је 4.248 km. Површина слива износи 1.595.000 км², а средњи проток на ушћу - 2.260 m³/s. Извире као Црни Иртиш из ледника на југозападном делу Монголског Алтаја у Народној Републици Кини, недалеко од границе са Монголијом. Протиче кроз језеро Заисан, потом протиче кроз југозападни део Алтаја и улази у Западносибирску низију. У Западносибирској низији добија карактер равничарске реке (бројни рукавци, меандри и острвца) 
| Иртиш (Иртыш)             | Иртиш (Иртыш)                  |
| ------------------------- | ------------------------------ |
| Иртиш у Омску             |                                |
|                           |                                |
| Опште информације         |                                |
| Дужина                    | 4.248 km                       |
| Басен                     | 1.595.000 km²                  |
| Пр. проток                | 2.260 m3⁄s                     |
| Водоток                   |                                |
| Извор                     | Монголски Алтај (Кина)         |
| Коор. извора              | 47° 52′ 39″ N 89° 58′ 12″ E    |
| Ушће                      | Об                             |
| Коор. ушћа                | 61° 05′ 24″ N 68° 49′ 15.60″ E |
| Географске карактеристике |                                |
| Држава/е                  | Русија, Кина, Казахстан        |
| Насеља                    | Тоболск, Павлодар              |

m³/s. Извире као Црни Иртиш из ледника на Иртиш (рус. Иртыш) је река у азијском делу Русије (2.010 km), Казахстану (1.835 km) и Кини (525 km). Иртиш је највећа притока реке Об. Дугачка је 4.248 km. Површина слива износи 1.595.000 км², а средњи проток на ушћу - 2.260 m³/s. Извире као Црни Иртиш из ледника на југозападном делу Монголског Алтаја у Народној Републици Кини, недалеко од границе са Монголијом. Протиче кроз језеро Заисан, потом протиче кроз југозападни део Алтаја и улази у Западносибирску низију. У Западносибирској низији добија карактер равничарске реке (бројни рукавци, меандри и острвца)
| Иртиш (Иртыш)             | Иртиш (Иртыш)                  |
| ------------------------- | ------------------------------ |
| Иртиш у Омску             |                                |
|                           |                                |
| Опште информације         |                                |
| Дужина                    | 4.248 km                       |
| Басен                     | 1.595.000 km²                  |
| Пр. проток                | 2.260 m3⁄s                     |
| Водоток                   |                                |
| Извор                     | Монголски Алтај (Кина)         |
| Коор. извора              | 47° 52′ 39″ N 89° 58′ 12″ E    |
| Ушће                      | Об                             |
| Коор. ушћа                | 61° 05′ 24″ N 68° 49′ 15.60″ E |
| Географске карактеристике |                                |
| Држава/е                  | Русија, Кина, Казахстан        |
| Насеља                    | Тоболск, Павлодар              |

југозападном делу Монголског Алтаја у Народној Републици Кини, недалеко од границе са Монголијом. Протиче кроз језеро Заисан, потом протиче кроз југозападни део Алтаја и улази у Западносибирску низију. У Западносибирској низији добија карактер равничарске реке (бројни рукавци, меандри и острвца)
Иртиш (рус. Иртыш) је река у азијском делу Русије (2.010 km), Казахстану (1.835 km) и Кини (525 km). Иртиш је највећа притока реке Об. Дугачка је 4.248 km. Површина слива износи 1.595.000 км², а средњи проток на ушћу - 2.260 m³/s. Извире као Црни Иртиш из ледника на југозападном делу Монголског Алтаја у Народној Републици Кини, недалеко од границе са Монголијом. Протиче кроз језеро Заисан, потом протиче кроз југозападни део Алтаја и улази у Западносибирску низију. У Западносибирској низији добија карактер равничарске реке (бројни рукавци, меандри и острвца)
| Иртиш (Иртыш)             | Иртиш (Иртыш)                  |
| ------------------------- | ------------------------------ |
| Иртиш у Омску             |                                |
|                           |                                |
| Опште информације         |                                |
| Дужина                    | 4.248 km                       |
| Басен                     | 1.595.000 km²                  |
| Пр. проток                | 2.260 m3⁄s                     |
| Водоток                   |                                |
| Извор                     | Монголски Алтај (Кина)         |
| Коор. извора              | 47° 52′ 39″ N 89° 58′ 12″ E    |
| Ушће                      | Об                             |
| Коор. ушћа                | 61° 05′ 24″ N 68° 49′ 15.60″ E |
| Географске карактеристике |                                |
| Држава/е                  | Русија, Кина, Казахстан        |
| Насеља                    | Тоболск, Павлодар              |

Иртиш (рус. Иртыш) је река у азијском делу Русије (2.010 km), Казахстану (1.835 km) и Кини (525 km). Иртиш је највећа притока реке Об. Дугачка је 4.248 km. Површина слива износи 1.595.000 км², а средњи проток на ушћу - 2.260 m³/s. Извире као Црни Иртиш из ледника на југозападном делу Монголског Алтаја у Народној Републици Кини, недалеко од границе са Монголијом. Протиче кроз језеро Заисан, потом протиче кроз југозападни део Алтаја и улази у Западносибирску низију. У Западносибирској низији добија карактер равничарске реке (бројни рукавци, меандри и острвца)
| Иртиш (Иртыш)             | Иртиш (Иртыш)                  |
| ------------------------- | ------------------------------ |
| Иртиш у Омску             |                                |
|                           |                                |
| Опште информације         |                                |
| Дужина                    | 4.248 km                       |
| Басен                     | 1.595.000 km²                  |
| Пр. проток                | 2.260 m3⁄s                     |
| Водоток                   |                                |
| Извор                     | Монголски Алтај (Кина)         |
| Коор. извора              | 47° 52′ 39″ N 89° 58′ 12″ E    |
| Ушће                      | Об                             |
| Коор. ушћа                | 61° 05′ 24″ N 68° 49′ 15.60″ E |
| Географске карактеристике |                                |
| Држава/е                  | Русија, Кина, Казахстан        |
| Насеља                    | Тоболск, Павлодар              |

Иртиш (рус. Иртыш) је река у азијском делу Русије (2.010 km), Казахстану (1.835 km) и Кини (525 km). Иртиш је највећа притока реке Об. Дугачка је 4.248 km. Површина слива износи 1.595.000 км², а средњи проток на ушћу - 2.260 m³/s. Извире као Црни Иртиш из ледника на југозападном делу Монголског Алтаја у Народној Републици Кини, недалеко од границе са Монголијом. Протиче кроз језеро Заисан, потом протиче кроз југозападни део Алтаја и улази у Западносибирску низију. У Западносибирској низији добија карактер равничарске реке (бројни рукавци, меандри и острвца)
| Иртиш (Иртыш)             | Иртиш (Иртыш)                  |
| ------------------------- | ------------------------------ |
| Иртиш у Омску             |                                |
|                           |                                |
| Опште информације         |                                |
| Дужина                    | 4.248 km                       |
| Басен                     | 1.595.000 km²                  |
| Пр. проток                | 2.260 m3⁄s                     |
| Водоток                   |                                |
| Извор                     | Монголски Алтај (Кина)         |
| Коор. извора              | 47° 52′ 39″ N 89° 58′ 12″ E    |
| Ушће                      | Об                             |
| Коор. ушћа                | 61° 05′ 24″ N 68° 49′ 15.60″ E |
| Географске карактеристике |                                |
| Држава/е                  | Русија, Кина, Казахстан        |
| Насеља                    | Тоболск, Павлодар              |

Веће притоке добија тек у доњем току. Леве притоке су Ишим, Тобол, Конда, а десна притока је Ом. Улива се у реку Об у близини града Ханти-Мансијск. Иртиш је друга река по величини у свету, која се не улива у светско море него у неку другу реку. Од ње је већа само Мисури која се улива у Мисисипи. Иртиш је покривен ледом скоро пола године. Плован је на дужини од око 3600 km. У горњем току раде две хидроелектране: Уст-Каменогорска и Бухтарминска. Највећи градови над Иртишом су: Уст-Каменогорск, Семипалатинск, Павлодар, Омск, Тара, Тобољск, Ханти-Мансијск.

## Географија
Иртиш је друга најдужа река-притока у свету након Мисурија. Њена дужина износи 4,248 . Протиче кроз подручје Кине (525 ), Казахстана (1.835 ) и Русије (2.010 ). Површина слива јој је 1.643.470 km². Извор Иртиша налази се на граници Монголије и Кине, на источним падинама гребена Монголског Алтаја. Из Кине под именом Црни Иртиш се спушта у Казахстан у Зајсанску котлину, где се улива у проточно Зајсанско језеро. На ушћу Црног Иртиша налази се велика делта. У Зајсан утиче мноштво река с Рудног Алтаја, гребена Тарбагатај и Саур. Вишеструко појачан тим водама Иртиш истиче из Зајсанског језера на северозападу кроз Бухтарминску хидроелектрану и низводно од ње смештену Уст-Каменогорску хидроелектрану. Даље низводно се налази Шулбинска хидроелектрана и град Семеј (Семипалатинск). Мало изнад Павлодара иртишку воду прикупља Иртишко-карагандски канал, текући према западу. У подручју Ханти-Мансијска Иртиш се улива у Об.

### Притоке

#### Леве притоке
- Чар
- Кизилсу
- Чаган
- Шидерти
- Оша
- Ишим
- Вагај
- Тобол
- Носка
- Конда

#### Десне притоке
- Калџир
- Курчум
- Нарим
- Бухтарма
- Улба
- Уба
- Ом
- Тара
- Уј
- Шиш
- Туј
- Туртас
- Демјанка

## Градови
Градови - Кетокај (Фујонг) Бурчун, Серебрјанск, Оскемен (Уст-Каменогорск), Семеј (Семипалатинск) и Курчатов (Казахстан), Аксу (Казахстан), Павлодар, Омск, Тара, Тоболск , Ханти-Мансијск.

## Хидрологија
Извор воде Иртиша је мешовит: у горњем току је од снега, леда и мање кише, а на доњем току од снега, кише и подземних вода. Природа водног режима такође се знатно измењује. У горњем току високе воде почињу у априлу, с максимумом од априлу до јуна, опадање траје до октобра; отицање реке је регулисано. У доњем току високе воде досежу од краја маја до септембра, с максимумом у јуну. Око 50% годишњег отицања пролази у пролеће, у горњем делу тока постотак отицања у лето и јесен по 20%, 10% зими, код Тоболска, 27%, 19% и 7% респективно. Просечни истек код Уст-Каменогорска је 628 , Семеја (Семипалатинска) око 960 , Омска 917 , Тоболска 2,150 , на ушћу око 3000 , годишњи истек од око 95 3. Размер колебања нивоа изнад Зајсанског језера је 4,4 , код Омска 7 , Уст-Ишима 12,7 , даље до ушћа се смањује. Замрзавању на Иртишу претходи период ломљења леда од око 20 дана у горњем и 6–10 дана у доњем делу тока. Замрзава се у горњем току крајем новембра, у доњем од почетка новембра, отапа се у априлу.

### Просечни истек месечно уХанти-Мансијску
Просечни месечни истек Иртиша (у m³/sec) мерено на хидрометријској станици Ханти-Мансијск
Подаци израчунати преко 22 године

## Комерцијална употреба
Воде Иртиша користи се за опскрбу Иртишко-карагандског канала (унос воде из Иртиша у канал у просеку од 75&nbsp;m³/s), за потребе водоопскрбе и наводњавања.
Редовна пловидба на 3.784  од испуста Уст-Каменогорске хидроелектране до ушћа. Пловидба се одвија од априла до новембра.
Путнички, теретни бродови и танкери плове највише реком између априла и октобра, када није смрзнута. Омск је дом седиште предузећа у државном власништву – Irtysh Shipping Company, те највећа речна лука у западном Сибиру.
Испод Зајсанског језера на Иртишу је изграђена Иртишка каскада хидроелектрана укључујући Бухтарминску, Уст-Каменогорску и Шулбинску хидроелектрану, близу казахстанско-кинеске границе. Бродска преводница која омогућује речни промет да заобиђе брану код Уст-Кеменогорска, која је најдубља је на свету, с падом од 42 метра.

### Енергетика - вештачка језера на Иртишу
- Бухтарминско вештачко језеро (5.500 2, 53 млрд. 3)
- Уст-Каменогорско вештачко језеро (37 2, 0,65 млрд. m3)
- Шулбинско вештачко језеро (255 2, 53 млрд. 3)

## Историја
Бројни монголски и туркијски народи окупирали су обале река током многих векова. Године 657, генерал династије Танг Су Дингфанг победио је Ашина Хелу, кана Западно-туркијског каганата, у Бици код реке Иртиш, завршавајући кампању Танга против западних Турака. Хелуов пораз је окончао Каганат, ојачао контролу Танга над Синкјангом и довео до Танг сизеренства над западним Турцима.
У 15. и 16. веку доњи и средњи ток Иртиша лежао је у оквиру татарског Сибирског каната. Његов главни град, Кашлик (такође познат као Сибир) налазио се на Иртишу неколико километара узводно од ушћа Тобола (где се налази данашњи Тобољск).
Сибирски канат освојили су Руси током 1580-их. Руси су почели да граде тврђаве и градове поред места некадашњих татарских градова; један од првих руских градова у Сибиру (после Тјумења) био је Тобољск, основан 1587. године падом Тобола у Иртиш, низводно од некадашњег Кашлика. Даље на исток, Тара је основана 1594. године, приближно на граници појаса тајге (на северу) и степа на југу.
У 17. веку Џунгарски канат, који су формирали монголски народи Ојрати, постао је јужни сусед Русије и контролисао горњи Иртиш. Као резултат обрачуна Русије са Џунгарима у доба Петра Великог, Руси су основали градове Омск 1716, Семеј 1718, Оскемен 1720 и Петропавловск 1752.
Кинеско Ћинг царство освојило је Џунгарију 1750-их. То је подстакло повећање пажње руских власти према свом пограничном подручју. Године 1756, гувернер Оренбурга Иван Непљујев предложио је чак и анексију језера Зајсан, али овај пројекат су предухитрили кинески успеси. У Русији (1759) је изражена забринутост због (теоретске) могућности да кинеска флота плови од језера Зајсан низ Иртиш до западног Сибира. Руска експедиција посетила је језеро Зајсан 1764. године и закључила да таква речна инвазија не би била вероватна. Ипак, ланац руских предстража успостављен је на реци Буктарма, северно од језера Зајсан. Тако је граница између два царства у басену Иртиша постала грубо зацртана, са (оскудним) ланцем стражарских места са обе стране.
Ситуација у пограничним срединама средином 19. века описана је у извештају А. Абрамофа 1865. године. Иако су обе стране признале регион Зајсан као део Ћинг царства, оно се годишње користило у риболовним експедицијама које је слао Сибирски козачки домаћин. Летње експедиције започеле су 1803. године, а 1822–25. њихов домет је проширен кроз цело језеро Зајсан и до ушћа у Црни Иртиш. Средином 19. века, присуство Ћинга у горњем Иртишу углавном је било ограничено на годишњу посету Ћинг званичника из Чугучака једној од рибарских станица Козака (Батавски Пикет).
Граница између руског и Ћинг царства у басену Иртиша успостављена је дуж линије прилично сличне модерној кинеској граници са Русијом и Казахстаном Пекиншком конвенцијом из 1860. Стварна гранична линија према конвенцији повучена је протоколом Чугучака (1864), остављајући језеро Зајсан на руској страни. Војно присуство Ћинг царства у сливу Иртиша је нестало током Дунганшког устанка 1862–77. После гушења побуне и поновног освајања Синкјанга од стране Цуо Цунгтанга, граница између руског и Ћинг царства у сливу Иртиша додатно је мало прилагођена, у корист Русије, Уговором из Санкт Петербурга (1881).